# Reina Reech
Reina Reech (geboren als Reina Cristina Maurín Lasausse am 19. Februar 1958 in Wien, Österreich) ist eine argentinische Filmschauspielerin, Theaterschauspielerin, Tänzerin, Produzentin, Sängerin, Choreografin und Kreativdirektorin.

## Leben
Reina Reech wurde als Tochter der Schauspielerin Ámbar La Fox und des Alejandro Maurín in Wien geboren, wo ihre Eltern aus beruflichen Gründen wohnten. Im Alter von sieben Jahren trennten sich ihre Eltern. Ein Freund ihrer Mutter versuchte sie zu missbrauchen, als sie 13 Jahre war. Ihre Mutter trennte sich zuerst von ihm, kehrte später aber zu ihm zurück. Mit 18 Jahren erlangte sie die argentinische Staatsbürgerschaft. Sie hat einen Sohn.
Ihr Filmdebüt gab sie 1978 im Film „Yo también tengo fiaca“. Reech arbeitet mit Martina Nikolle zusammen, unter anderem im Theaterstück „Las reinas del strip“, dem ersten gesetzlich anerkannten Transsexuellen der Provinz Tucumán.

## Filmographie
- 1978: Yo también tengo fiaca
- 1979: Expertos en Pinchazos
- 1979: Las Muñecas Que Hacen ¡PUM!
- 1982: Canal Risas (Fernsehserie, 3 Folgen)
- 1983: El poder de la censura
- 1983: La Chona superstar (Fernsehserie, 3 Folgen)
- 1984: Todo o nada
- 1984: Amo y señor (Fernsehserie, 49 Folgen)
- 1985: Los gatos (Prostitución de alto nivel)
- 1985: Sólo un hombre (Fernsehserie)
- 1986: Las minas de Salomón Rey
- 1986: Juegos prohibidos (Miniserie)
- 1989: Narcotráfico, juego mortal (Video)
- 1989: Rebelde (Fernsehserie)
- 1990–1991: Detective de señoras (Fernsehserie, 32 Folgen)
- 1992: Tato de América (Fernsehserie)
- 1993: Reina en Colores (Fernsehserie, Moderatorin)
- 1994: Bosque chocolate (Fernsehserie, Moderatorin)
- 2002–2003: Son amores (Fernsehserie, 245 Folgen)
- 2003: Tres son multitud (Fernsehserie, 15 Folgen)
- 2004: Los pensionados (Fernsehserie, 115 Folgen)
- 2005: De gira (Fernsehserie, 27 Folgen)
- 2006: Sos mi vida (Fernsehserie, 36 Folgen)
- 2008: Lalola (Fernsehserie, 1 Folge)
- 2018: Mi hermano es un clon (Fernsehserie)